# Cube (Gebäude)
Der CUBE ist ein Forschungsgebäude aus Carbonbeton in Dresden. Es ist weltweit das erste Gebäude, dass vollständig aus nichtmetallisch bewehrtem Beton besteht. Das auffällig geformte Bauwerk steht auf dem Campus der TU Dresden. Es entstand in den Jahren 2021 und 2022 in interdisziplinärer Zusammenarbeit zwischen Wirtschaft und Wissenschaft unter dem Dach des Verbandes C³ – Carbon Concrete Composite. Die Einweihung fand am 28. September 2022 statt. Gebäudeeigentümer ist der Freistaat Sachsen, vertreten durch den Staatsbetrieb Sächsisches Immobilien- und Baumanagement (SIB), Niederlassung Dresden II.

## Aufbau
Der CUBE setzt sich aus zwei doppelt gekrümmten TWIST-Schalen, die als Wand und Dach fungieren, sowie aus einer zweigeschossigen, aus Fertigteilen bestehenden BOX zusammen. Die äußere Erscheinung des Gebäudes ist von einer Wechselwirkung zwischen dynamischer Formgebung und kubistischen Einflüssen geprägt. Es ist erfolgreich gelungen, die Anwendung der Carbonbetonbauweise nach allen baurechtlichen Anforderungen nachzuweisen.
Der Forschungsbau mit einer Grundfläche von 24,1 m × 7,8 m besteht aus drei wesentlichen Teilen: der BOX, den zwei TWIST-Elementen samt auskragender Flügel und einer Stahl-Glas-Fassade.
Gestaltgebend sind die in Ortbetonbauweise gefertigten, bis zu 6,8 m hohen und 32 m langen TWIST-Schalen aus nahezu weißem Carbonbeton. Diese sind geometrisch identisch und verdreht zueinander angeordnet. Gemeinsam mit dem Lichtband bilden sie die Dachfläche und sind durch ihre Verwindung von der Horizontalen in die Vertikale gleichzeitig auch ein Teil der Außenhülle. Die Flügel ragen ca. 8 m über die Grundfläche des Gebäudes hinaus und sind an ihren äußeren Enden lediglich 6 cm dick.
Die TWIST-Schalen umgeben den quaderförmigen, zweigeschossigen (Halb-)Fertigteilkomplex BOX aus dunkel gefärbtem Carbonbeton. Die BOX ist etwa 10,7 m lang, 4,9 m breit und 6,8 m hoch. Sie besteht aus 25 Halbfertigteilwänden, zehn Attikaelementen, neun Hohlkörperfertigteildecken und zwei Treppenläufen. Die Bauteile wurden vor Ort mit Ortbeton zu einer Tragstruktur zusammengefügt.
Eine besondere Herausforderung war das Erstellen einer genehmigungsfähigen Planung, da bei nahezu allen Bauteilen und bei vielen Werkstoffen keine gültigen Normen oder Zulassungen vorlagen oder maßgebliche Abweichungen zu bereits zugelassenen Produkten oder Bauarten bestanden. Für diese Bauprodukte und -technologien mussten Zustimmungen im Einzelfall (ZiE) und vorhabenbezogene Bauartgenehmigungen (vBG) gemäß Sächsischer Bauordnung bei der Landesstelle für Bautechnik (Leipzig) erwirkt werden.

## Gebäudeteil BOX

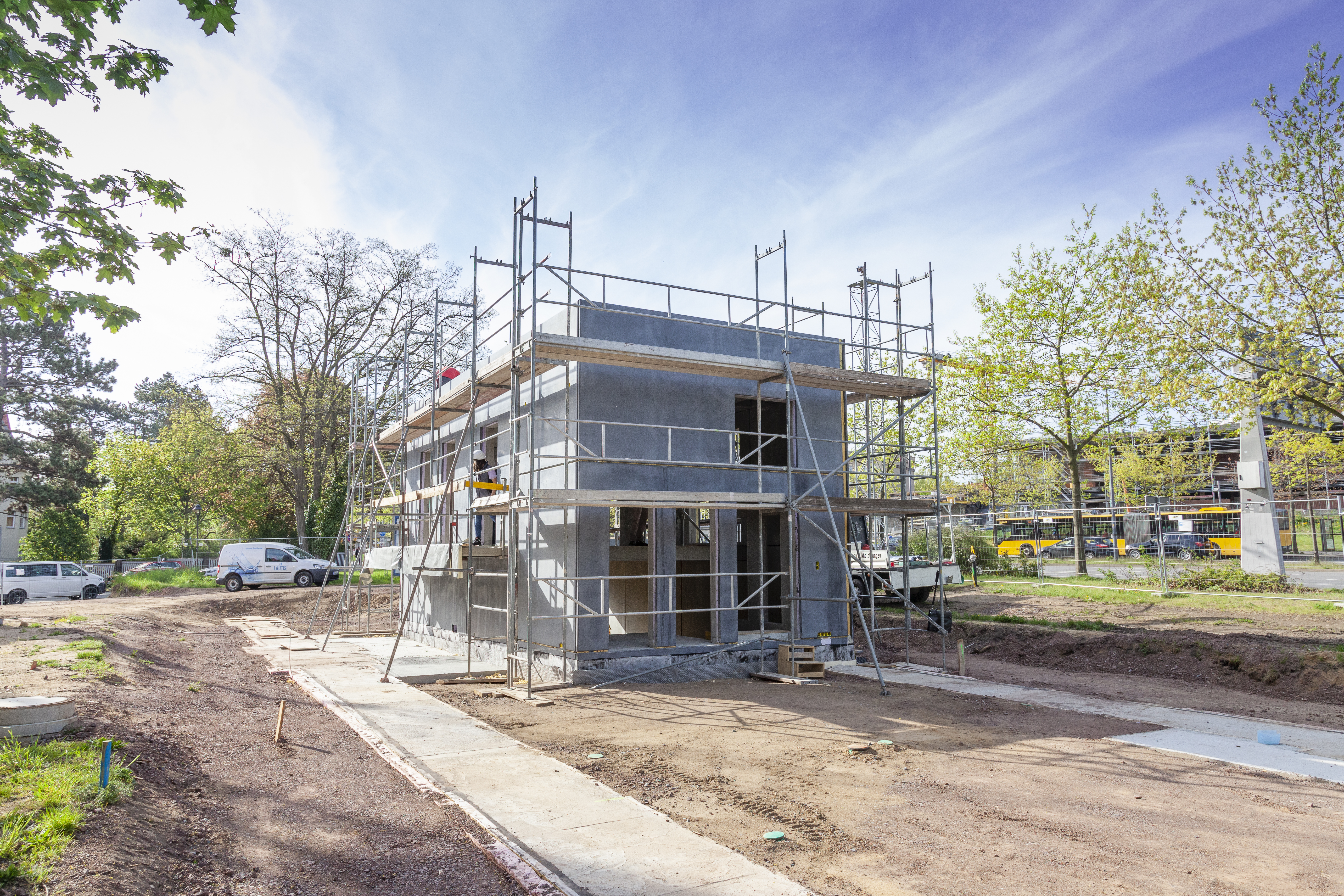
Teilabnahme der Cube-Box zum Abschluss des ersten Bauabschnittes im Mai 2021

Die BOX demonstriert die generelle Eignung von Carbonbeton für den Fertigteilbau. Mit einem traditionellen Gebäudekonzept aus ebenen Tragelementen wurde eine klassische Montagebauweise mit Vorfertigungs-, Transport- und Baustellenabläufen realisiert. Im Fokus standen Ressourceneffizienz, Wirtschaftlichkeit und eine einfache und effiziente Fertigung und Montage.
Die BOX ist auf wärmegedämmten Streifenfundamenten und Bodenplatten gegründet. Für die BOX-Wände wurden Halbfertigteile als Doppelwandelemente mit innenliegender Wärmedämmung konzipiert. Die 4 cm dicken Außen- und Innenschalen aus Carbonbeton sind mit GFK-Ankern verbunden. Der Wandkern besteht aus einer 7 cm dicken Aerogel-Hochleistungsdämmschicht an der Außenschale und einer 12 cm dicken Füllbetonschicht aus Normalbeton C35/45.
Die 4,5 m langen und bis zu 2,6 m breiten Deckenplatten sind einachsig gespannte, einfeldrige Vollfertigteile. Zur Material- und Gewichtseinsparung entschied sich das Planungsteam für einen Hohlquerschnitt. Die Hohlräume wurden mit OSB-Platten realisiert. Daraus ergeben sich statisch gesehen mehrfach nebeneinander angeordnete Doppel-T-Querschnitte mit 25 cm Konstruktionshöhe, zusammengesetzt aus schlanken, carbonfaserbewehrten, horizontalen Gurten von lediglich 3 cm Dicke und unbewehrten, 6 cm dünnen Stegen. Im Vergleich zu einer massiven Stahlbetonvollplatte konnten mehr als 50 % Beton eingespart werden.
Als einlagige Hauptflächenbewehrung der BOX-Decken wurde ein quadratisches Carbonfasergitter mit einer Bewehrungsquerschnittsfläche von 95 mm²/m und einer Bemessungszugfestigkeit von 1600 N/mm² in der Hauptbeanspruchungsrichtung gewählt. Für den Bauteilbeton wurde die Druckfestigkeitsklasse C50/60 gewählt.

## TWIST-Schalen

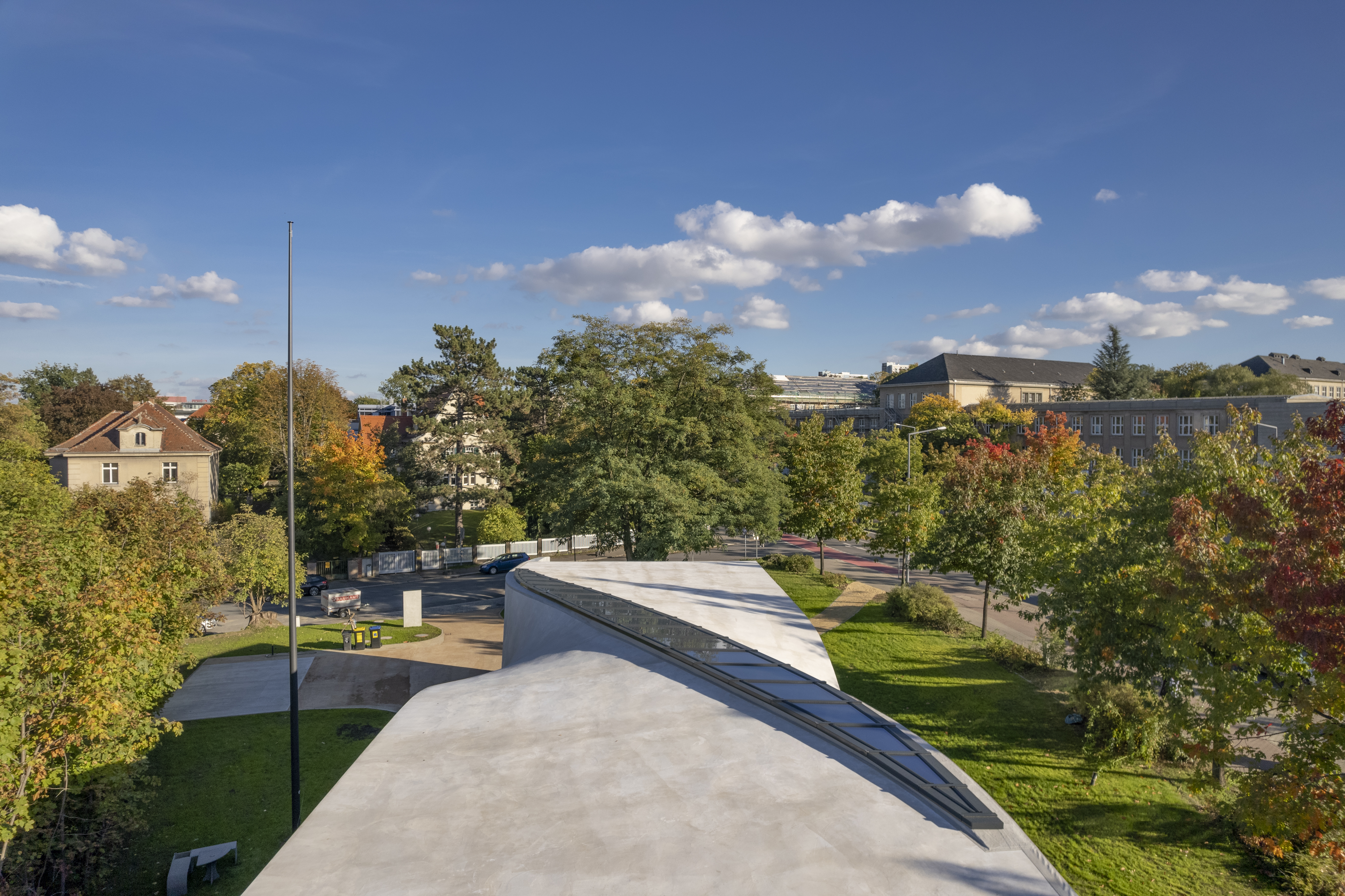
Die Twist-Schalen als Dach-Wand-Konstruktion mit Dachlichtband

Ziel des Konzeptdesigns des Architekten Gunter Henn war, zu zeigen, dass mit Carbonbeton statisch effizient und gleichzeitig ästhetisch anspruchsvoll und geometrisch vielfältig gebaut werden kann. Die elegant schwingenden, sich spielerisch verwindenden TWIST-Schalen mit Regelflächengeometrie lagern auf einer Stützen-Riegel-Konstruktion aus Stahl bzw. direkt auf Fundamenten auf. Sie bilden zugleich den horizontalen und den vertikalen Raumabschluss des Gebäudes und umgeben die BOX.
Der mehrschichtige Querschnitt der TWIST-Elemente ähnelt dem der Deckenplatten der BOX. Es gibt allerdings keine tatsächlichen Hohlräume. Vielmehr wurden EPS-Dämmblöcke integriert, um mit möglichst geringem Betoneinsatz eine tragfähige und gleichzeitig wärmedämmende Dach-Wand-Konstruktion zu erreichen, die dauerhaft wasserdicht sowie witterungsbeständig ist. Der Gesamtaufbau ist 44 cm hoch und besitzt drei wesentliche Bestandteile: eine 25 cm dicke Tragschale, eine 15 cm dicke Dicht- und Dämmschicht und eine 4 cm starke Wetterschale als Dachhaut und Witterungsschutz.
Ober- und Untergurt der Tragschale sind jeweils 3 cm dick und einlagig mit einem quadratischen Carbonfasergitter mit 85 mm²/m Querschnittsfläche bewehrt. In Bereichen höherer Biegebeanspruchung wurden zwei Lagen Carbongitter verbaut und die Gurtdicke auf 4 cm erhöht. Die Gurte sind über 19 cm hohe unbewehrte Betonstege verbunden. Dazwischen sind 3D-gefräste EPS-Dämmblöcke angeordnet. Zur Minimierung lokaler Spannungsspitzen in den Anschlussbereichen der Stege zu den Gurten wurden die Kanten der Blöcke abgewinkelt. Die Ränder der Tragschale werden durch aussteifende Randbalken gebildet, die mit nichtmetallischen Längsstäben und Bügeln bewehrt sind.
Auf die Tragschale wurden eine bituminöse Abdichtung und eine Lage XPS-Dämmung aufgebracht. Die abschließende, 4 cm dicke, zweilagig bewehrte Carbonbeton-Wetterschale ist mit GFK-Pins mit der Tragschale verbunden. Um den Verbund zwischen textiler Faserbewehrung und Beton zu verbessern und gleichzeitig die zu erwartenden Rissweiten und -abstände zu minimieren, wurde die Carbonbewehrung zusätzlich besandet. Weiterhin wurde eine konstruktive Schutzbewehrung aus einem Glasgitterarmierungsgewebe 5 mm unter der Oberfläche der Wetterschale eingebaut.
Die TWIST-Schalen enden mit 8 m langen, über das Gebäude hinausragenden Flügelwänden. Sie sind ähnlich wie die zweischaligen Tragschalen ausgebildet. Ihre Dicke verringert sich von 44 cm am TWIST-Anschluss auf 6 cm an der Spitze.
Die Herstellung der beiden TWIST-Elemente erfolgte im Nassspritzverfahren gegen eine einseitige Holzschalung aus segmentierten und aneinander gereihten Mehrschichttafeln entsprechend der mathematischen Geradenschar, die die Krümmung und Gestalt der Regelfläche definierten. Der Spritzbeton C50/60 mit 2 mm Größtkorn musste höchste Sichtbetonqualität erfüllen, bspw. im Hinblick auf Versätze an Arbeitsfugen, Porigkeit und Gleichmäßigkeit des Farbtons. Die Außenhaut der nicht geschalten Seite wurde händisch geglättet. Abschließend erhielt die Oberfläche einen Graffitischutz als Imprägnierung.

## Förderung
Der CUBE ist das Ergebnishaus des C³-Projekts. Es entstand im Rahmen des Verbundvorhabens C3-V3.1 „Ergebnishaus des C³-Projektes – CUBE“, welches vom Institut für Massivbau der TU Dresden koordiniert wurde.
- Förderer: Bundesministerium für Bildung und Forschung (BMBF) | Programm „Zwanzig20 – Partnerschaft für Innovation“
- Zeitraum: 09/2017–09/2022
- Verbund- und Teilvorhabenleiter Institut für Massivbau TU Dresden: Manfred Curbach
- Team Institut für Massivbau TU Dresden: Michael Frenzel, Iurii Vakaliuk, Angela Schmidt, Matthias Tietze
- Projektpartner: Institut für Betonbau, HTWK Leipzig | Architekten Ingenieure Bautzen GmbH | ASSMANN Bauen + Planen AG, Dresden | Betonwerk Oschatz GmbH | Bendl Hoch- und Tiefbau GmbH & Co. KG, Sebnitz | texton e. V., Dresden